# Сен-Вигор-де-Мезре
Сен-Виго́р-де-Мезре́ (фр. Saint-Vigor-des-Mézerets) — коммуна во Франции, находится в регионе Нижняя Нормандия. Департамент коммуны — Кальвадос. Входит в состав кантона Конде-сюр-Нуаро. Округ коммуны — Вир.
Код INSEE коммуны — 14662.

## Население
Население коммуны на 2010 год составляло 241 человек.
| 1962 | 1968 | 1975 | 1982 | 1990 | 1999 | 2010 |
| ---- | ---- | ---- | ---- | ---- | ---- | ---- |
| 306  | 302  | 279  | 229  | 183  | 196  | 241  |

## Экономика
В 2010 году среди 159 человек трудоспособного возраста (15—64 лет) 131 были экономически активными, 28 — неактивными (показатель активности — 82,4 %, в 1999 году было 73,5 %). Из 131 активных жителей работали 122 человека (74 мужчины и 48 женщин), безработных было 9 (4 мужчины и 5 женщин). Среди 28 неактивных 13 человек были учениками или студентами, 8 — пенсионерами, 7 были неактивными по другим причинам.